# Infrastruktura techniczna

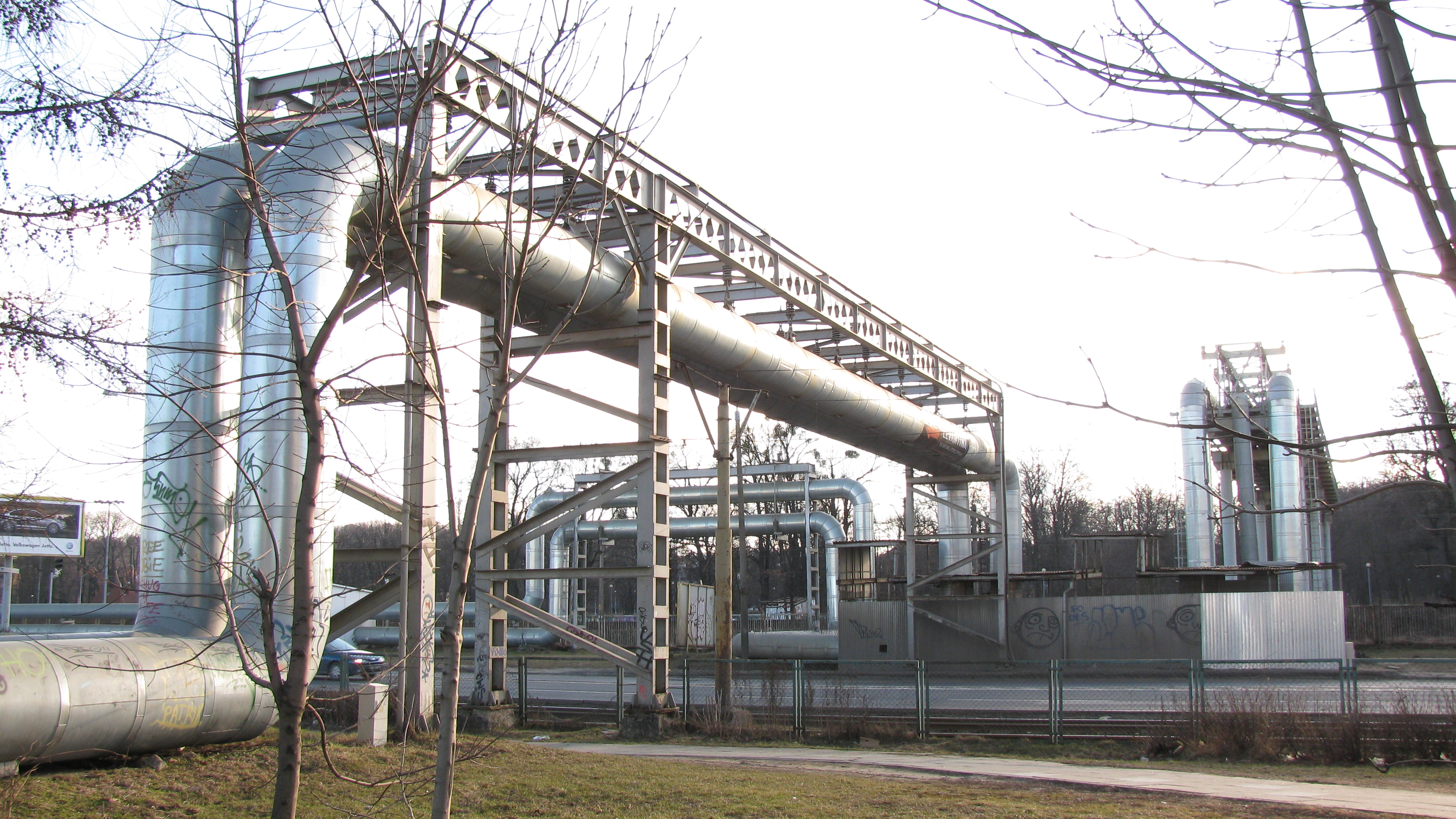
Infrastruktura techniczna

Infrastruktura techniczna – urządzenia, sieci przesyłowe i związane z nimi obiekty świadczące niezbędne usługi dla danej jednostki przestrzenno-gospodarczej (osiedla, dzielnicy, miasta, zakładu przemysłowego) w zakresie energetyki, dostarczania ciepła, wody, usuwania ścieków i odpadów, transportu, teletechniki i tym podobnych.